# Charles Reid Barnes

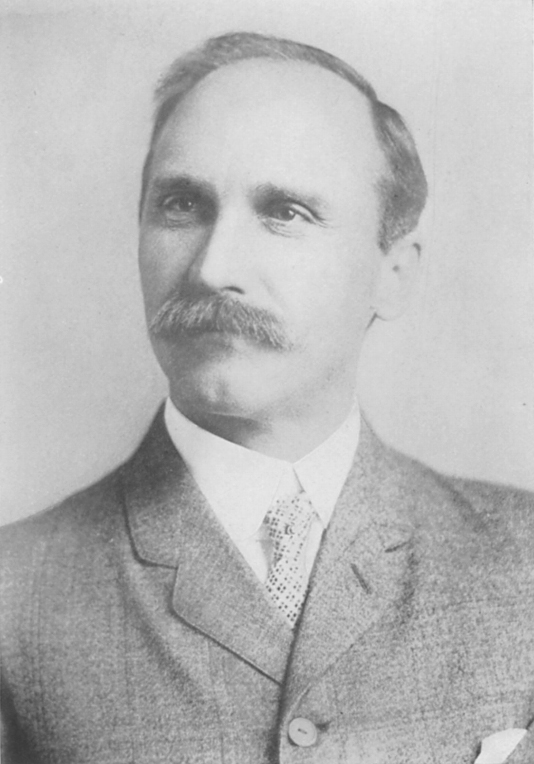
Charles Reid Barnes

Charles Reid Barnes (* 17. September 1858 in Madison, Indiana, USA; † 24. Februar 1910 in Chicago, Illinois) war ein US-amerikanischer Pflanzenökologe. Sein offizielles botanisches Autorenkürzel lautet „Barnes“.
Barnes studierte an der Harvard University Botanik, wo er eng mit Asa Gray zusammenarbeitete. 1882 wurde er an der Purdue-University Professor für Botanik und erhielt 1887 einen Ruf an die University of Wisconsin. 1998 wurde er schließlich Professor für Pflanzenphysiologie an der University of Chicago.
Eines der Hauptforschungsgebiete von Barnes war die Arealkunde Höherer Pflanzen und Moose. Außerdem gehörte er als Pflanzenphysiologe zu den Pionieren der Photosyntheseforschung. So schlug er 1893 vor, den Prozess der Umwandlung von Kohlendioxid und Wasser in Kohlenwasserstoffe bei Pflanzen als Photosyntax oder Photosynthese zu bezeichnen. Obwohl er ersteren Begriff bevorzugte, setzte sich die Bezeichnung Photosynthese letztendlich durch. Er entdeckte auch die anaerobe Photosynthese bei Bakterien.
Neben der Pflanzenphysiologie beschäftigte Barnes sich auch mit der Systematik von Moosen (Bryologie). Er ist Namensgeber des Charles Reid Barnes Life Membership Award, der von der American Society of Plant Biologists vergeben wird.

## Schriften
- Charles Reid Barnes: On the Food of Green Plants. In: Botanical Gazette. Band 18, 1893, S. 403–411
- Charles Reid Barnes und F. D. Heald: Analytic Keys to the Genera and Species of North American Mosses. In: Bull. Univ. Wise. Sci. Ser. 1, 1896, S. 157–368.
- Charles Reid Barnes: Photosyntax vs photosynthesis. In: Botanical papers at Buffalo. Botanical gazette. Band 22, 1896, S. 248
- Charles Reid Barnes: So-called ‘Assimilation’. In: Botanisches Centralblatt. Band 76, 1898, S. 257–259